# Gapnäbbsstorkar
Gapnäbbsstorkar (Anastomus) är ett släkte med fåglar i familjen storkar inom ordningen storkfåglar.
Släktet gapnäbbsstorkar omfattar två arter:
- Asiatisk gapnäbbsstork (A. oscitans)
- Afrikansk gapnäbbsstork (A. lamelligerus)